# Listă de oameni care au pășit pe Lună
În cadrul programului Apollo doisprezece astronauți americani au pășit pe Lună, între 1969 și 1972:
| #  | Nume             | Naționalitate              | Data nașterii      | Data decesului   | Misiune   | Data activității extravehiculare (AEV) | Timp total petrecut pe Lună (AEV) | Angajat   |
| -- | ---------------- | -------------------------- | ------------------ | ---------------- | --------- | -------------------------------------- | --------------------------------- | --------- |
| 1  | Neil Armstrong   | Statele Unite ale Americii | 5 august 1930      | 25 august 2012   | Apollo 11 | 21 iulie 1969                          | 2 h 31 min 40 s                   | NASA      |
| 2  | Buzz Aldrin      | Statele Unite ale Americii | 20 ianuarie 1930   | -                | Apollo 11 | 21 iulie 1969                          | 2 h 31 min 40 s                   | Air Force |
| 3  | Pete Conrad      | Statele Unite ale Americii | 2 iunie 1930       | 8 iulie 1999     | Apollo 12 | 19 - 20 noiembrie 1969                 | 7 h 45 min 03 s                   | Navy      |
| 4  | Alan Bean        | Statele Unite ale Americii | 15 martie 1932     | 26 mai 2018      | Apollo 12 | 19 - 20 noiembrie 1969                 | 7 h 45 min 03 s                   | Navy      |
| 5  | Alan Shepard     | Statele Unite ale Americii | 18 noiembrie 1923  | 21 iulie 1998    | Apollo 14 | 5 - 6 februarie 1971                   | 9 h 22 min 31 s                   | Navy      |
| 6  | Edgar Mitchell   | Statele Unite ale Americii | 7 septembrie 1930  | 4 februarie 2016 | Apollo 14 | 5 - 6 februarie 1971                   | 9 h 22 min 31 s                   | Navy      |
| 7  | David Scott      | Statele Unite ale Americii | 6 iunie 1932       | -                | Apollo 15 | 31 iulie - 2 august 1971               | 18 h 34 min 46 s                  | Air Force |
| 8  | James Irwin      | Statele Unite ale Americii | 17 martie 1930     | 8 august 1991    | Apollo 15 | 31 iulie - 2 august 1971               | 18 h 34 min 46 s                  | Air Force |
| 9  | John Watts Young | Statele Unite ale Americii | 24 septembrie 1930 | 5 ianuarie 2018  | Apollo 16 | 21 - 23 aprilie 1972                   | 20 h 14 min 14 s                  | Navy      |
| 10 | Charles Duke     | Statele Unite ale Americii | 3 octombrie 1935   | -                | Apollo 16 | 21 - 23 aprilie 1972                   | 20 h 14 min 14 s                  | Air Force |
| 11 | Eugene Cernan    | Statele Unite ale Americii | 14 martie 1934     | 16 ianuarie 2017 | Apollo 17 | 11 – 14 decembrie 1972                 | 22 h 03 min 57 s                  | Navy      |
| 12 | Harrison Schmitt | Statele Unite ale Americii | 3 iulie 1935       | -                | Apollo 17 | 11 – 14 decembrie 1972                 | 22 h 03 min 57 s                  | NASA      |

Ultimul om care a pășit pe Lună este Eugene Cernan, la 14 decembrie 1972.

## Vezi și
- Listă de astronauți ai programului Apollo